# Шаршекеева, Камила Дуйшебаевна
Камила Шаршекеева (30 марта 1957, Фрунзе) — киргизский государственный деятель, экс-министр образования, президент и провост Международного университета в Центральной Азии. Выпускница Московского государственного института иностранных языков им. Мориса Тореза, основатель Американского университета в Центральной Азии (Бишкек) и Международного университета в Центральной Азии (Токмок, 2008), бывший Министр образования КР, инициатор реформы по введению Общереспубликанского тестирования (ОРТ) в Кыргызской Республике, заслуженный работник образования КР. Кандидат педагогических наук, профессор.

## Биография
К. Шаршекеева родилась 30 марта 1957 года в городе Фрунзе. Её отец Дуйшебай Шаршекеев — заслуженный ветеринарный врач Киргизской ССР, а мать Айжаркын Канаева — учитель истории. Есть шесть братьев.
В 1974 году окончила столичную среднюю школу № 13. Училась в Московском государственном институте иностранных языков им. Мориса Тореза. Там она получила степень по романо-германской филологии. Проходила стажировку в Англии и Америке по своей специальности. Владеет кыргызским, русским, английским и немецким языками.

## Трудовая деятельность
Камила Шаршекеева с 1979 по 1993 год преподавала на факультете английской филологии Кыргызского государственного национального университета, в 1993 году основала Кыргызско-американский факультет бизнеса, права и гуманитарных наук (КАФ) Кыргызского государственного национального университета. В 1997 году Камила Шаршекеева основала и возглавила Американский университет Кыргызстана (АУК) при КАФ. В 2002 году университету был присвоен статус Американского университета в Центральной Азии (АУЦА) за выдающиеся достижения в подготовке специалистов для всего Центральноазиатского региона.
В 1995 году она вместе со студентами КАФ впервые присоединились к программе SIFE «Студенты в мире свободного предпринимательства». Сегодня программа превратилась в глобальную организацию Enactus, объединяющую 1700 студентов университетов из 36 стран мира. В ней студенты изучают социально-экономическую ситуацию в своем сообществе, регионе и городе, предлагают различные бизнес-идеи, учатся работать в команде и развивают лидерские качества.
С 2001 по 2002 год она занимала пост министра образования и культуры, тогда она инициировала введение системы национального тестирования (ОРТ)во всех школах. По результатам ОРТ, ежегодно на бюджетные места вузов поступают около 6000 отличников. Кыргызстан присоединился к глобальной системе оценки образования PISA. В 2001—2002 годах Шаршекеева вместе с министром иностранных дел А. Джекшенкуловым работала над открытием в Бишкеке академии ОБСЕ — центрально-азиатского регионального центра постдипломного образования, исследований и регионального диалога по вопросам безопасности. .
В 2002—2004 годах она основала EdNet, организацию, которая обеспечивала повышение квалификации преподавателей университетов. Сегодня организация также занимается независимой аккредитацией образовательных программ.
В 2004—2006 годах руководила проектом Всемирного банка в партнерстве с Министерством образования Кыргызской Республики «Сельское образование» и привлекла грант в размере 15 миллионов долларов на поддержку сельских школ. В рамках проекта впервые в Кыргызстане было проведено международное исследование по оценке знаний PISA. С 2007 года является провостом Международного университета в Центральной Азии. С 2008 по 2011 год была и. о. президента, членом совета попечителей Международного университета в Центральной Азии.
Камила Шаршекеева является автором десятков научных работ, статей, учебников, научных сборников, учебных материалов, руководила подготовкой англо-киргизского словаря. Представила около 400 презентаций и докладов на различных международных и национальных симпозиумах, конференциях и встречах. Автор учебных курсов «Организационное поведение», «Лидерство».
К. Шаршекеева является отличником народного образования Кыргызской Республики и заслуженным работником системы образования страны.
В июне 2017 года выдвинула свою кандидатуру на пост Президента Кыргызской Республики. 9 сентября в 2017 году на заседании ЦИК КР было принято постановление об отказе в регистрации кандидата Камилы Шаршекеевой на пост Президента КР.

## Семья
Замужем, есть 2 детей. Муж — Аргынов Болотбек Асанжанович. Сын — Аргынов Данияр Болотбекович, старший консультант Делойт в Чикаго. Дочь — Аргынова Гульсана Болотбековна.
Брат — Шаршекеев Марат Дуйшебаевич, президент Торгово-промышленной палаты КР.

## Труды
- Американский Университет в Кыргызстане как одна из современных моделей развития высшей школы: Дис. канд. пед. наук: 13.00.01/ К. Д. Шаршекеева, Науч. рук.: М. Мэрилл, Т. Э. Уметов, Д. А. Айылчиева; Мин-во образов. и культуры КР; Амер. ун-т в Кыргызстане. — Б., 2001. — 217 с.; 30 см. — Библиогр.: с.: 195—217
- Английский язык: Учебник для 1 кл. ср. общеобр. школы. — Б.: Кыргызстан, 1995. — 80.: ил.; 26 см. Шаршекева К.Д, Шаршекеева Н. Д.
- Engkish Grade 2: Для 2 класса / Н. Д. Шаршекеева., К. Д. Шаршекеева. — 2-е изд. — Б.; АО «Акыл»-«Мектеп», 2004. — 122 с.: ил.; 22 см. — ISBN 5-655-01503-1: Б.ц.
- Англо-кыргызский словарь = English-Kyrgyz dictionary: 30 000 слов / Сост.: К. Д. Шаршекеева, Н. Д. Шаршекеева, Ч. Ш. Рыскулова. — Б.: ОсОО «ДЭМИ», 2005. — 509 с.; 21 см. — Библиогр.: 599 с (915 атал.). — ISBN 9967-23-162-9 : Б.ж. — Текст: непосредственный.